# ときライナー

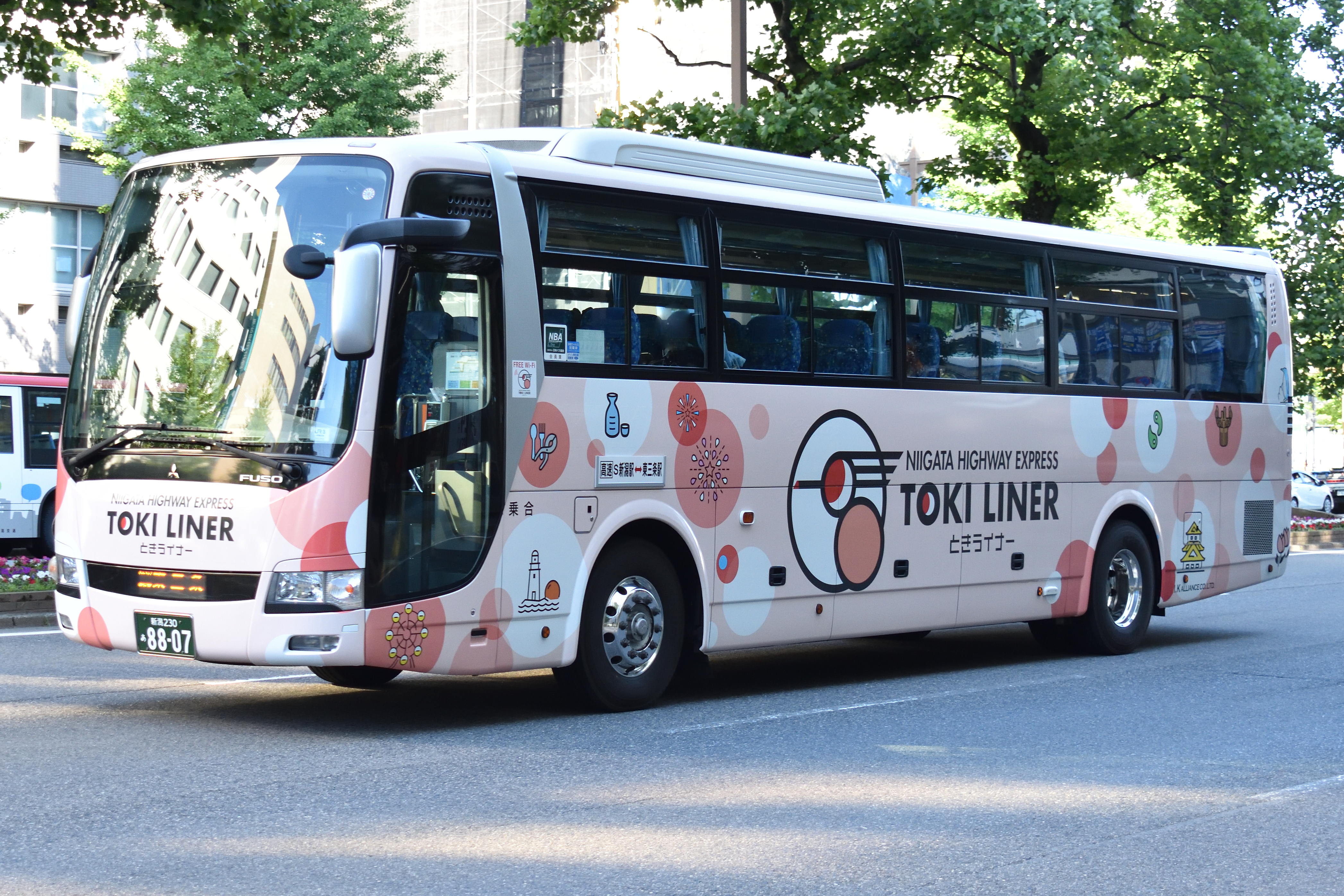
ときライナーデザイン車両（アイ・ケーアライアンス運行 S 東三条線）

ときライナー路線図

ときライナー（TOKI LINER）は、新潟県内の都市間を結ぶ高速バス路線の統一ブランドである。

## 概要
新潟市中心部と県内主要都市（長岡、柏崎、上越、糸魚川、十日町、五泉・村松、三条・燕・巻）を結ぶ9路線で構成されており、停留所や運賃、乗車方法など統一的な運行形態を持つ。
全路線が予約不要の座席定員制で、りゅーと、Suicaなどの交通系ICカードによる運賃支払に対応している。交通系ICカードを利用した場合の利用履歴は運行事業者にかかわらず「バス等　新潟交通」と表示・印字される。また、クレジットカードのタッチ決済にも対応している（後述）。
高速道路上の停留所には34箇所中30箇所に無料のパークアンドライド駐車場が整備されており、特に新潟市郊外の鳥原バスストップや巻潟東バスストップには400台規模のものが整備されている。
「ときライナー」ブランドが付与されたのは2022年4月からであるが、各路線の運行形態や運賃の統一自体は事業者主導で長らく行われていたものであり、ブランド導入に伴う路線網や運賃、乗車方法の変化はない。

### 運行事業者
- 新潟交通　長岡線・上越線の一部便を運行　ナンバープレートは新潟ナンバー
- 越後交通　柏崎線の全便と長岡線・上越線の一部便を運行　ナンバープレートは長岡ナンバー
- 頸城自動車　上越線の一部便と糸魚川線の全便を運行　ナンバープレートは上越ナンバー
- 泉観光バス　五泉村松線の平日5往復と土休日5往復全便を運行[2]　ナンバープレートは新潟ナンバー
- アイ・ケーアライアンス　十日町線・東三条線・燕線の全便と五泉村松線の平日1往復を運行　ナンバープレートは新潟ナンバー

## 路線
新潟市側の発着地は新潟駅万代口。中央区中心部を巡る経路で、万代シテイ、古町、新潟市役所、県立がんセンター新潟病院、新潟県庁を経由して、磐越自動車道・新潟中央ICより各方面へ向かう。
いずれの路線も平日ダイヤと土曜・休日ダイヤで運行時刻・本数がそれぞれ異なっている。以下は特記の無い限り2022年4月1日時点での情報である。詳しくは図および#外部リンク、または路線ごとの記事があるものは各記事を参照。

### 現在運行されている路線
各路線には、それぞれアルファベット1文字の路線記号が割り当てられている。

#### 北陸道・関越道方面
- ［N 長岡線］ 新潟 - 長岡（長岡駅大手口）
新潟交通・越後交通が共同運行。
長岡IC・長生橋経由が平日20往復、休日17往復のほか、中之島見附IC・長岡東バイパス経由の便が平日朝1便、長岡地域振興局前発長岡駅経由の便が平日夕方1便ある。

- ［K 柏崎線］ 新潟 - 柏崎（柏崎駅前）
越後交通が運行、新潟交通が運行業務支援を行う。
柏崎IC経由で、3往復運行。
1981年10月29日、北陸自動車道・柏崎IC - 西山IC間が部分開通したのに合わせて越後交通と新潟交通が共同で開設した。県内では長岡 - 新潟線に次ぎ、2番目に開設された高速バス路線である。
2014年3月31日を以って新潟交通が運行業務から撤退し、同社運行分の5往復と、越後交通運行分の平日1往復が削減されることが同年2月3日付で発表された[3]。これ以降は平日6往復・土休日5往復での運行となったが、2018年4月1日のダイヤ改正以降は平日・土休日とも4往復に改められた。
- ［J 上越線］ 新潟 - 高田 - 直江津（高田駅前経由 直江津駅前）
新潟交通・越後交通・頸城自動車が共同運行。
上越IC経由で、高田経由直江津発着6往復と高田発着4往復の10往復が運行される。

- ［I 糸魚川線］ 新潟 - 糸魚川（糸魚川駅前）
頸城自動車が運行、新潟交通が運行業務支援を行う。
糸魚川IC経由で1日2往復運行（新潟行は午前のみ、糸魚川行は午後のみ）。

- ［T 十日町線］ 新潟 - 十日町（十日町車庫）
アイケー・アライアンスが運行、新潟交通・越後交通が運行業務支援を行う。
六日町IC経由で1日2往復運行（新潟行は午前のみ、十日町行は午後のみ）。
大地の芸術祭 越後妻有アートトリエンナーレ期間中は、午前に十日町行き2便、午後に新潟行き2便を増便していた。[4]

- ［S 東三条線］ 新潟 - 三条（東三条駅前）
アイ・ケーアライアンスが運行、新潟交通・新潟交通観光バスが運行業務支援を行う。
三条燕IC経由で平日東三条行き4便・新潟行き3便、土休日3往復運行。

- ［B 燕線］ 新潟 - 燕（燕駅前）
アイ・ケーアライアンスが運行、新潟交通・新潟交通観光バスが運行業務支援を行う。
三条燕IC経由で平日のみ1日1往復運行（新潟行は午前のみ、燕行は午後のみ。休日は全面運休）

#### 磐越道方面

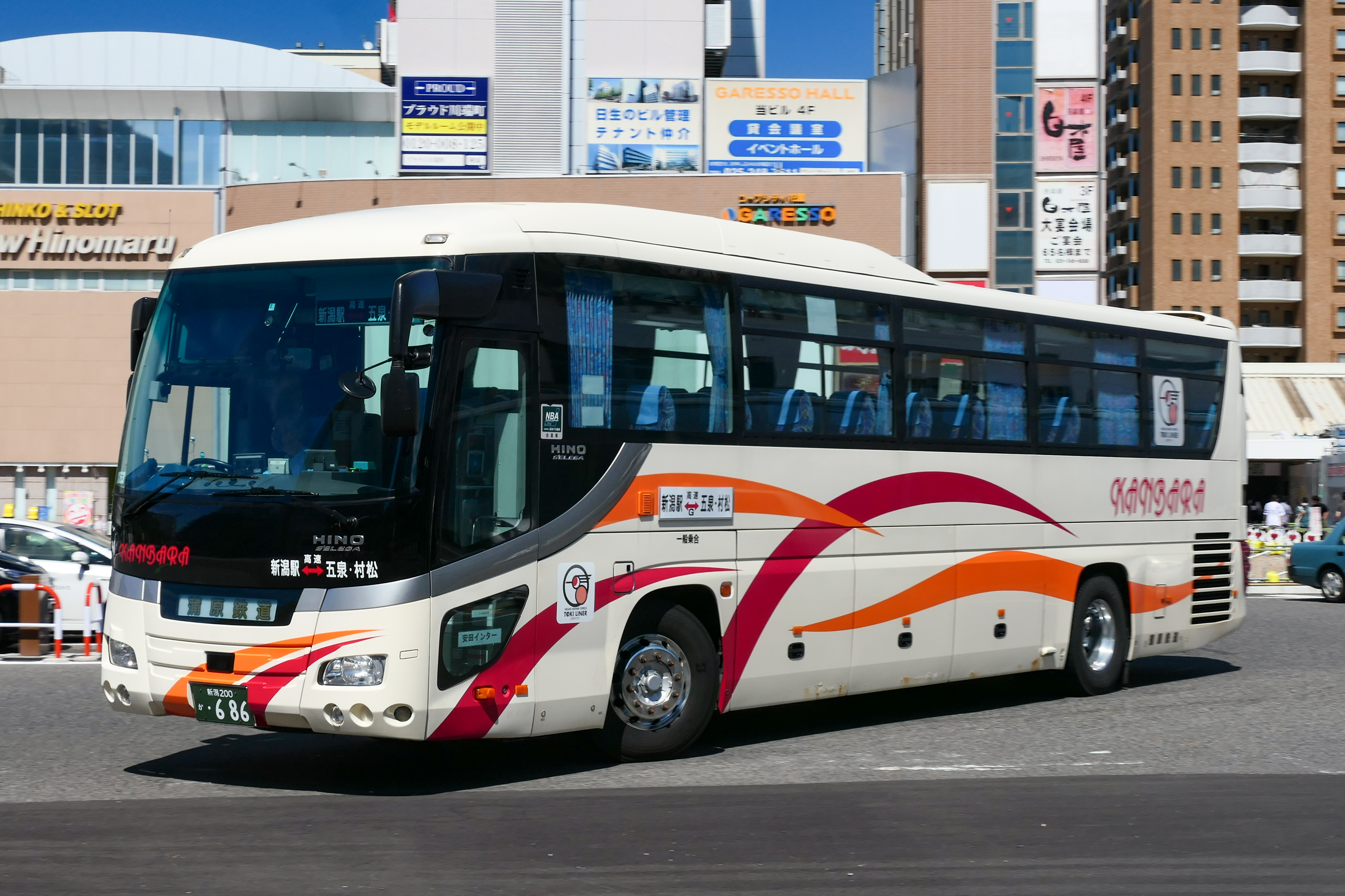
「ときライナー」ステッカーをつけて運行される蒲原鉄道の車両

- ［G 五泉村松線］ 新潟 - 五泉 - 村松（駅前一丁目経由 さくらアリーナ（村松体育館）前）
泉観光バスおよびアイ・ケーアライアンスが運行、新潟交通・新潟交通観光バスが運行業務支援を行う。
安田IC経由で平日6往復、土休日5往復運行[5]。平日3.5往復は新潟市民病院に乗り入れる。
1994年7月28日、磐越自動車道の安田IC - 新潟中央JCT間が部分開通したのに伴い、翌7月29日から新潟交通と蒲原鉄道の2社による運行を開始した。その後運行業務が新潟交通から新潟交通観光バスに継承され、五泉営業所にて2014年9月末まで共同運行業務を行っていた。翌10月から蒲原鉄道の単独運行となったが、2024年4月1日に泉観光バスおよびアイ・ケーアライアンスへ移管し蒲原鉄道は高速バス事業を撤退[6]。五泉地内の停留所及び経路を変更し、村松側始終点を村松駅前からさくらアリーナ（村松体育館）前となった。

### 過去に運行されていた路線
- ［M 巻潟東IC駐車場線］ 新潟 - 巻潟東インター駐車場

　新潟交通観光バスが運行。
　巻潟東IC経由で平日朝新潟行きのみ1便運行。
　2023年3月31日を以て廃止となった。

## 沿革

### 県による県内高速バス支援
2016年度に県により「県内高速バスのあり方検討会」が設置された。
2017年3月23日の新潟県の定例議会では、県内面積の大きさと高速道路網が充実しており一定の高速バス需要があるもの、利用者減により過去4年間で県内高速バス路線の運行数減・廃止された事から平成29年度の高速バス支援に1883万円の予算を組んでいる。赤字補填としては、バス路線の収支率が90%以上の場合は一定の条件の下で県と市町村が補助を折半し県は最大年間500万円補助し、収支率が90%未満の場合は県が補助額の4割を負担で残額は市町村が支出する方針である。また、代替交通機関への補助金は県・市町村が折半し、県は最大で年間750万円を3年間補助となっている。

### 県内高速バスネットワーク協議会
その後、前述の6バス事業者と県、県バス協会により「新潟県内高速バスネットワーク協議会」が結成された。2022年4月には同協議会により統一ブランド「ときライナー」の導入が行われ、ポータルサイト開設やラッピング車両の一部導入、Wi-Fi環境の統一整備が行われた。また、バスの位置情報（バスロケ）を路線図上のアイコンとして確認できるサイトおよびアプリ「Bus-Vision for ときライナー」が公開された。
2023年度までにバス停のデザイン統一が行われた。

### 協議運賃
2022年10月より、道路運送法の「協議運賃」が上越線、柏崎線、東三条線、五泉・村松線において適用される予定である。

### タッチ決済
2023年5月31日より、三井住友カードが提供する公共交通機関向けソリューション「stera transit」を活用し、Visa ならびにJCB のタッチ決済の導入について実証実験を開始した。